# Дуглас Мунро
Дуглас Альберт Мунро (англ. Douglas Albert Munro; нар. 11 жовтня 1919, Ванкувер — пом. 27 вересня 1942, Гуадалканал) — американський військовослужбовець, сигнальник I класу Берегової охорони США, посмертно нагороджений медаллю Пошани за прояву «надзвичайного героїзму» в ході Другої світової війни. Мунро єдиний представник цього виду Збройних сил США, нагороджений вищою відзнакою Сполучених Штатів за свої дії під час служби в Береговій охороні.
24 травня 1943 року президент Франклін Д. Рузвельт (1882—1945) нагородив медаллю Пошани сигнальника Берегової охорони Дугласа Альберта Мунро за прояву героїзму у битві за Гуадалканал, в якій він загинув. Ціною свого життя Мунро допоміг врятувати життя 500 морським піхотинцям США, 25 з них отримали поранення. 27 вересня 1942 року під час битви за Гуадалканал у південній частині Тихого океану матрос Мунро командував десантним загоном із 10 човнів, які врятували морську піхоту, що опинилася в пастці на березі. Коли ворожий вогонь загрожував знищити останні човни, які рятували морську піхоту, Мунро вивив свій човен на лінію вогню між ворогом та іншими човнами. Він відкрив вогонь, щоб інші човни змогли відступити з морпіхами, яких вони евакуювали, а Дуглас Мунро був смертельно поранений.

## Біографія
Дуглас Альберт Мунро народився у Ванкувері, Британська Колумбія. Коли йому було 3 роки, сім'я переїхала до американського Ванкувера, штат Вашингтон. Невдовзі вони переїхали до Саут-Кле-Елум, округ Кіттітас, на східному схилі Каскад, де Дуглас навчався в початковій школі Саут-Кле-Елама та середній школі Клі-Елама. Мунро закінчив середню школу в 1937 році і один рік навчався у Центральному Вашингтонському педагогічному коледжі (пізніше Центральний Вашингтонський університет).
18 вересня 1939 року Мунро пішов на службу в Берегову охорону США з бажанням рятувати життя. Він проходив навчання в Порт-Анджелесі, округ Клеллам, на Олімпійському півострові, і служив на куттері Берегової охорони «Спенсер».
У 1942 році, після вступу США у Другу світову війну, Мунро продовжив службу на борту транспорта атаки «Хантер Ліджет», який з вересня входив до групи десантних кораблів типу LCT, що забезпечували підтримку американським морським піхотинцями, які атакували японські військові позиції на Гуадалканалі на Соломонових островах. 27 вересня 1942 року підрозділи морської піхоти зійшли на берег у районі річки Матанікау і пройшли вглиб країни приблизно на 450 метрів, коли наразилися на добре підготовлені оборонні рубежі з набагато сильнішими японськими силами та опинилися під загрозою бути скинутими в море. Сигнальник першого класу Мунро командував загоном із 10 десантних катерів, які висадили морську піхоту.
Дізнавшись про критичну ситуацію, Мунро повернувся із загоном човнів, щоб врятувати їх. Під щільним вогнем японців він спрямував човни до берега. Човни вели вогонь з автоматичної зброї, коли морські піхотинці заходили на борт човнів. Як тільки човен завантажувався людьми, керманич вирушав у море до десантних кораблів. Коли човни відійшли, ворожий вогонь посилився по решті човнів. Щоб врятувати морських піхотинців, які все ще вели бій на вузькій береговій смужці, Мунро поставив свій човен на лінію вогню між іншими човнами та японськими силами. Він привернув вогонь противника на себе, дозволивши морським піхотинцям, що залишилися, відступити. Мунро влучила в голову ворожа куля. Його останніми словами були: «Вони зійшли?»

## Пам'ять
На честь Дугласа Мунро було названо три кораблі. Першим був ескортний міноносець типу «Джон Батлер» «Дуглас Мунро», спущений на воду 8 березня 1944 року, як його охрестила мати герою, молодший лейтенант Едіт Ф. Мунро. Цей корабель було виведено зі складу флоту в 1960 році, а потім затоплено як мішень у січні 1966 року. Другий корабель з його іменем, куттер Берегової охорони, було спущено на воду 27 вересня 1971 року. У 2021 році його передали до ВМС Шрі-Ланки. У 2017 році до строю увійшов куттер типу «Ледженд» берегової охорони США з ім'ям «Мунро».